# Пясечно (Сілезьке воєводство)
Пясечно (пол. Piaseczno) — село в Польщі, у гміні Крочиці Заверцянського повіту Сілезького воєводства.
Населення — 90 осіб (2011).
У 1975-1998 роках село належало до Ченстоховського воєводства.

## Демографія
Демографічна структура станом на 31 березня 2011 року:
|          | Загалом | Допрацездатний вік | Працездатний вік | Постпрацездатний вік |
| -------- | ------- | ------------------ | ---------------- | -------------------- |
| Чоловіки | 46      | 10                 | 27               | 9                    |
| Жінки    | 44      | 4                  | 25               | 15                   |
| Разом    | 90      | 14                 | 52               | 24                   |